# Волково (Монастырщинский район)
Волково — деревня в Монастырщинском районе Смоленской области России. Входит в состав Соболевского сельского поселения. Население — 1 житель (2007 год). 
Расположена в западной части области в 20 км к северу от Монастырщины, в 28 км западнее автодороги А141 Орёл — Витебск, на берегу реки Упокой. В 38 км восточнее деревни расположена железнодорожная станция Пересна на линии Смоленск — Рославль. 

## История
В годы Великой Отечественной войны деревня была оккупирована гитлеровскими войсками в июле 1941 года, освобождена в сентябре 1943 года.